# ماو چی کیو
ماو چی کیو (چینی: 毛治國؛ زادهٔ ۴ اکتبر ۱۹۴۸) یک سیاست‌مدار اهل تایوان که از ۸ دسامبر ۲۰۱۴ تا ۱۸ ژانویه ۲۰۱۶ نخست‌وزیر این کشور بود.